# Tahoua (region)
Tahoua – region w zachodnim Nigrze. Stanowi jeden z 7 regionów państwa. W 2011 roku zamieszkiwany był przez 2 741 922 mieszkańców. Siedzibą administracyjną jest miasto Tahoua.

## Położenie
Region Tahoua graniczy:
- na wschodzie z regionami Agadez i Maradi
- na zachodzie z Mali i regionami Tillabéri i Dosso
- na południu z Nigerią

## Podział administracyjny
Region składa się z 8 departamentów:
|    | Nazwa departamentu | Ośrodek adm.    | Powierzchnia (km²) | Liczba mieszkańców (2011) |
| -- | ------------------ | --------------- | ------------------ | ------------------------- |
| 1. | Abalak             | Abalak          | 77 445             | 112 273                   |
| 2. | Birni-N’Konni      | Birni-N’Konni   | 5 317              | 504 783                   |
| 3. | Bouza              | Bouza           | 3 777              | 386 093                   |
| 4. | Illéla             | Illéla          | 6 933              | 366 704                   |
| 5. | Keita              | Keita           | 29 902             | 303 469                   |
| 6. | Madaoua            | Madaoua         | 4 856              | 443 902                   |
| 7. | Tahoua             | Tahoua          | 9 743              | 500 361                   |
| 8. | Tchin Tabaraden    | Tchin Tabaraden | 77 448             | 124 337                   |

## Demografia
Zmiany liczby ludności i struktury płci w latach 2006–2011.
|           | 2006      | 2007      | 2008      | 2009      | 2010      | 2011      |
| --------- | --------- | --------- | --------- | --------- | --------- | --------- |
| Razem     | 2 342 556 | 2 418 762 | 2 496 660 | 2 576 390 | 2 658 099 | 2 741 922 |
| Mężczyźni | 1 160 365 | 1 198 113 | 1 236 699 | 1 276 193 | 1 316 673 | 1 358 198 |
| Kobiety   | 1 182 191 | 1 220 649 | 1 259 961 | 1 300 197 | 1 341 426 | 1 383 732 |